# Charles Oman
Charles William Chadwick Oman KBE (12 de janeiro de 1860 — 23 de junho de 1946) foi um historiador militar do início do século XX.
As suas reconstruções de batalhas medievais criadas a partir de confusas e fragmentadas provas deixadas por crónicas foram importantes inovações por ele desenvolvidas. O seu estilo é uma revigorante mistura de rigor histórico e realces emocionantes, fazendo das suas narrativas, apesar de baseadas em pesquisas aprofundadas, uma leitura equiparável à ficção, especialmente notório em "História da Guerra Peninsular". Ocasionalmente, as suas interpretações sobre a história têm sido afrontadas, especialmente a sua tese amplamente divulgada que declara a a vitória das tropas britânicas sobre os seus adversários napoleónicos, unicamente pelo poder do fogo. Paddy Griffith, uns dos historiadores da modernidade, afirma que a disciplina da infantaria britânica e a sua vontade de vencer foram igualmente importantes para o resultado final.
Nascido no distrito de Muzaffarpur, Índia, Charles Oman era filho de um fazendeiro britânico. Estudou na Universidade de Oxford com William Stubbs. Em 1881, ganhou uma bolsa no All Souls College, onde permaneceria o resto da sua carreira. Em 1905 recebeu o estatuto de professor catedrático de história moderna na Universidade de Oxford, sucedendo Montagu Burrows. Nesse mesmo ano, foi também eleito para a FBA, servindo como presidente da Royal Historical Society (1917-1921), da Numismatic Society e do Royal Archeological Institute.
A sua carreira académica havia sido interrompida pela Segunda Guerra Mundial, durante a qual foi contratado pelo governo de Press Bureau e pelo Foreign and Commonwealth Office (FCO). Oman era membro conservacionista do Parlamento da Universidade de Oxford 1919-1935, (dos chamados Members of Parliament) e foi nomeado cavaleiro em 1920. Tornou-se membro honorário de New College em 1936 e recebeu os títulos honoríficos, DCL (Oxford, 1926) e LL.D (de Edimburgo, 1911 e de Cambridge, em 1927). A 23 de junho de 1946, Charles Oman faleceu, em Oxford.
Encontra-se colaboração da sua autoria no Boletim dos Museus Nacionais de Arte Antiga  (1939-1943).